# Epifiorinia tsugae
Epifiorinia tsugae är en insektsart som beskrevs av Sadao Takagi 1970. Epifiorinia tsugae ingår i släktet Epifiorinia och familjen pansarsköldlöss.
Artens utbredningsområde är Taiwan. Inga underarter finns listade i Catalogue of Life.